# Gustav Wendling
Gustav Wendling (* 7. Juni 1862 in Büddenstedt; † 17. Oktober 1932 in Königslutter am Elm) war ein deutscher Historien-, Landschafts- und Marinemaler der Düsseldorfer Schule.

## Leben

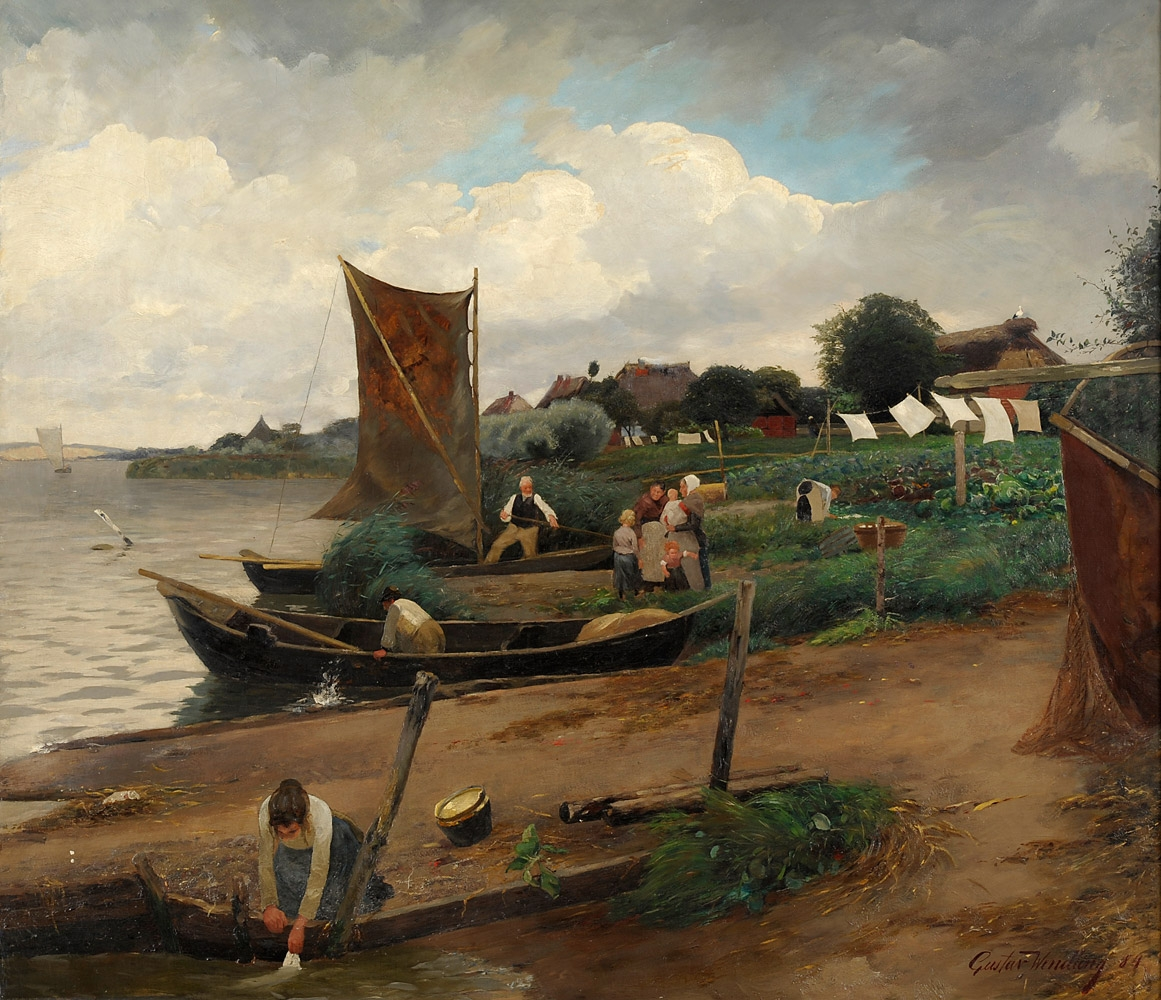
Fischerdorf Gothmund, 1884

Im Alter von 17 Jahren schrieb sich Wendling an der Kunstakademie Düsseldorf ein, wo er in der Klasse von Eugen Dücker die Landschaftsmalerei studierte. In den Jahren 1884 bis 1886 war er Dückers Meisterschüler. Mit 24 Jahren schiffte sich Wendling nach den Vereinigten Staaten ein, um einer Kolonie deutscher Maler in Milwaukee beizutreten, die im Auftrag der American Panorama Company des deutschstämmigen Geschäftsmannes William Wehner Panoramen und Rundgemälde des Amerikanischen Bürgerkriegs herstellten. Ein Foto aus dem Jahr 1886 zeigt ihn vor dem Rundgemälde Die Schlacht von Chattanooga. 1887 betrieb Wendling – zusammen mit Paul Wilhelmi und Otto von Ernst – in Detroit die Kunstschule New Academy of Fine Arts. Nach Abbruch einer Studienreise durch Norwegen im Jahr 1888 überredete er Ernst Eitner, mit ihm zum Arbeiten nach Gothmund zu kommen, wo er bereits erstmals 1884 gemalt hatte. Seit 1889 gehörte Wendling – zusammen mit Heinrich Hermanns, Olof Jernberg, Helmuth Liesegang, August Deusser, Otto Heichert und Arthur Kampf – zu den Protagonisten des Düsseldorfer „St. Lukasclubs“ (auch „Lucasclub“), dessen Ziel die Wiederbelebung der Druckgrafik war. In einer Konkurrenz um die Ausgestaltung des Ratssaals in Bochum gewann er für einen Entwurf, den er für ein monumentales Wandgemälde zusammen mit Friedrich Klein-Chevalier entwickelt hatte, 1895 den dritten Preis. Von 1893 bis 1895 war der Maler Max Clarenbach ein Schüler Wendlings in Düsseldorf. In späteren Jahren lebte Wendling bei Braunschweig.

## Werk

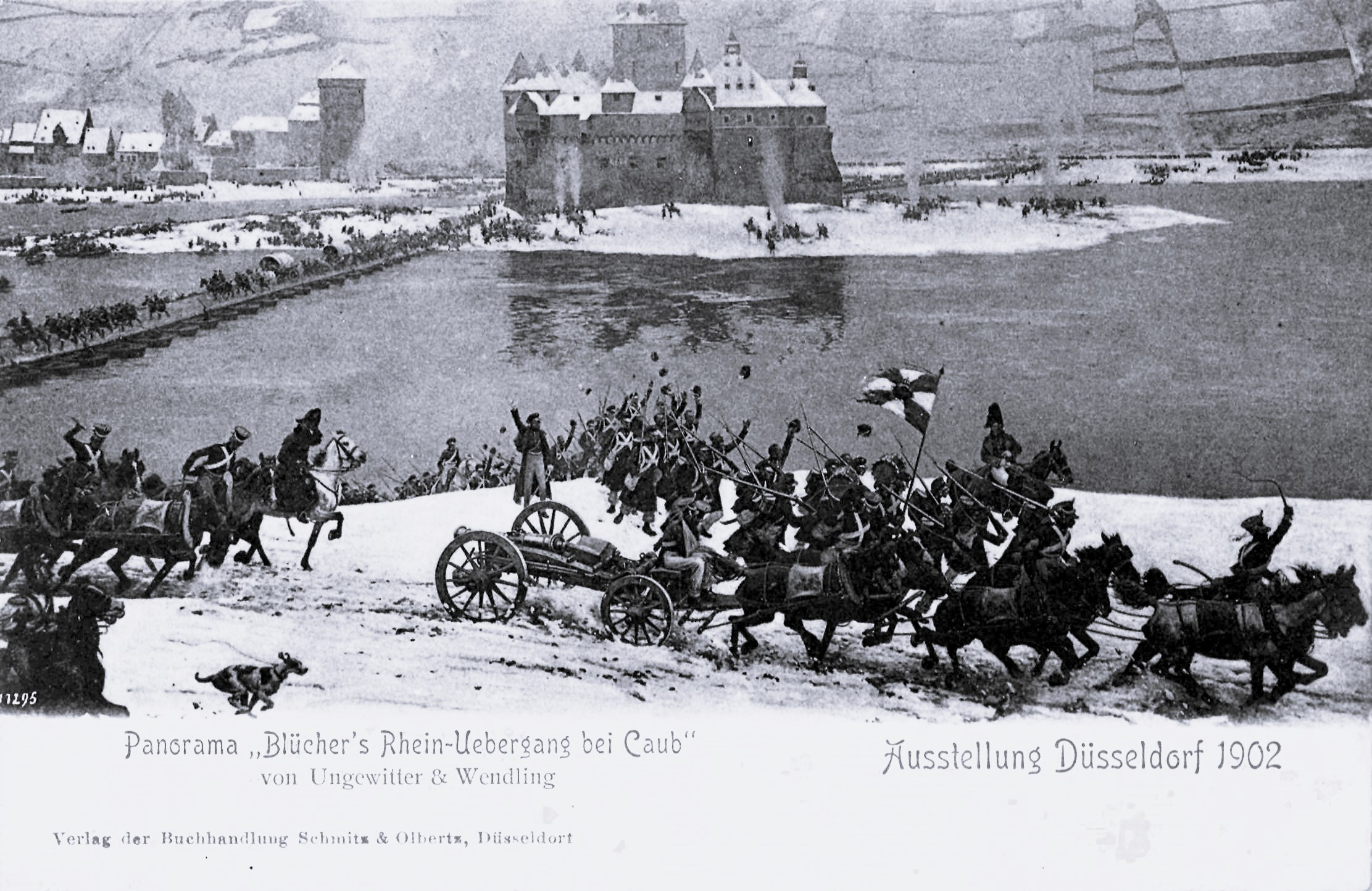
Blüchers Rheinübergang bei Kaub am 1. Januar 1814, Schwarz-Weiß-Abbildung auf einer Ansichtskarte, 1902

Wendling malte Landschaften und Marinen, Interieurs und Panoramen. Insbesondere schuf er 1898 bis 1902 – zusammen mit Hugo Ungewitter und seinem Assistenten Clarenbach – für die Rotunde der Industrie- und Gewerbeausstellung Düsseldorf das 15 × 120 Meter große Cyclorama Blüchers Rheinübergang bei Kaub am 1. Januar 1814, das nicht nur dort, sondern 1913 auch in Berlin als Sensation gefeiert wurde. Zu Beginn des 20. Jahrhunderts malte Wendling das spätimpressionistische Porträt des Malers Otto Sohn-Rethel.